# BARKS
BARKS（バークス）は、ジャパンミュージックネットワーク株式会社が運営する音楽情報サイトである。日本で発表されている音楽作品を邦楽・洋楽問わず紹介しているが、楽曲のダウンロードサービスは行っていない。

## 歴史
- 2000年4月1日に音楽配信業のLaunchMedia（英語版）社らが新会社ロンチ・ジャパン株式会社を設立し[3]、BARKSの前身サイト『ロンチ・ジャパン』[3]を開設する。当初から楽曲のダウンロードサービスは提供していない[3]。編集長はロックバンド『T.V.』のギタリストで音楽雑誌『YOUNG GUITAR』の編集長であった、烏丸哲也が担当する[4][5]。
- 2001年5月14日にサイトを刷新し、名称を『BARKS』（バークス）に改める[6][7]。ロンチ・ジャパン株式会社も株式会社バークスに改称し、ソフトバンク・メディア・アンド・マーケティング株式会社の完全子会社[6]となる。
- 2004年3月1日に株式会社バークスは、ソフトバンク・メディア・アンド・マーケティングに吸収合併されて消滅した[8]。
- 4月27日にドメイン名を「www.barks.co.jp」から「www.barks.jp」へ変更する[9]。
- 2005年8月15日にソフトバンク・メディア・アンド・マーケティングは子会社2社と合併し、社名をソフトバンク クリエイティブ株式会社に改称する[10]。
- 2008年4月1日にITmedia株式会社が、BARKSをソフトバンク クリエイティブから譲受して運営を開始する[11][12]。
- 2012年3月31日にサイト運営をグローバル・プラス株式会社へ移管し[13]、11月に株式会社BARKSを設立[1]する。
- 2016年6月、グローバル・プラス株式会社とジャパンミュージックネットワーク株式会社が合併。ジャパンミュージックネットワーク株式会社が存続会社となる[14]。
- 株式会社MODEA ARTSがジャパンミュージックネットワーク株式会社より『BARKS』を譲り受け、社名変更を行ったうえで2024年5月1日より株式会社BARKSを設立予定[15]。これによりLuckyFMグループに合流し、会長には創業時の編集長である烏丸哲也、社長にはDJ DRAGONが就任。LuckyFM茨城放送のオーナー・堀義人がバックアップを行う。

## かつての関連サイト
『BARKS』以外に、それぞれのジャンルに特化した2サイトを設けていた。
- 全日本歌謡情報センター - 演歌・歌謡曲専門（2024年5月31日運営終了）
- Pop'n'Roll（ポップンロール） - アイドル（声優等）（2024年6月30日運営終了予定）